# 第15屆金音創作獎
第15屆金音創作獎是2024年臺灣創作音樂的年度盛事之一，以表揚年度傑出的臺灣創作音樂從業人員。

## 評審
評審團主席：楊大正

## 入圍暨得獎名單
以表示得獎者

### 評審團獎
劉暐／《劉暐個人專輯》

### 特別貢獻獎
大團誕生系列活動（創辦團隊：若谷股份有限公司／街聲股份有限公司）

## 外部連結
- 第15屆金音創作獎入圍名單.文化部影視及流行音樂產業局.2024-09-19
- 第15屆金音創作獎得獎名單.文化部影視及流行音樂產業局.2024-11-02